# Metadenopsis halogetonis
Metadenopsis halogetonis är en insektsart som beskrevs av Matesova 1966. Metadenopsis halogetonis ingår i släktet Metadenopsis och familjen ullsköldlöss.
Artens utbredningsområde är Kazakstan. Inga underarter finns listade i Catalogue of Life.